# Francis Crowley
Francis "Two Gun" Crowley (31 de outubro de 1912 – 21 de janeiro de 1932) foi um assassino americano e criminoso de carreira. Sua onda de crimes durou quase três meses, terminando em um tiroteio de duas horas com o Departamento de Polícia de Nova York em maio de 1931, assistido por 10.000 espectadores.

## Biografia
Francis Crowley foi o segundo filho de uma mãe solteira alemã, que o entregou para adoção. Especula-se que seu pai ausente era um policial, que serviu mais tarde para explicar seu ódio pela polícia. Estes sentimentos foram agravados em 1925, quando seu irmão John foi morto após um confronto com policiais após supostamente resistir à prisão devido a uma acusação de conduta desordeira. Ao final de sua adolescência, Crowley já tinha uma reputação de um jovem problemático com um histórico criminal. 
Em 21 de fevereiro de 1931, Crowley e dois outros jovens causaram arruaça em um baile organizado pela Legião Americana, no Bronx. Quando vários Legionários tentaram expulsá-los, Crowley sacou uma arma e feriu dois homens antes de fugir. Acusado de tentativa de homicídio, Crowley se escondeu, mas foi confrontado pela polícia em 13 de março. Ele fugiu de um edifício de escritórios na Lexington Avenue depois de atirar no Detetive Ferdinand Schaedel. Dois dias depois, Crowley e outros quatro roubaram um banco em New Rochelle. 
Um mês depois, ele e dois amigos invadiram o apartamento do corretor de imóveis Rudolph Adler, na Street West 90. Adler tentou resistir aos invasores, mas foi baleado cinco vezes por Crowley, que usou as duas pistolas que lhe valeu o apelido. Antes de Crowley poder matá-lo, o cão de Adler, Trixie atacou os assaltantes e os expulsou da casa, salvando a vida de seu dono. Em 27 de abril, Crowley estava dirigindo um veículo roubado com seu parceiro Rudolph "Fats" Duringer e dançarina Virginia Brannen. Quando Brannen resistiu aos avanços de Durringer, este atirou e a matou, ainda no carro. Crowley então ajudou Durringer a deixar o corpo perto do Seminário de S. José, em Yonkers. 
Logo após encontrar o corpo do Brannen, a polícia intensificou seus esforços para encontrar Crowley.  Em 29 de abril, ele foi flagrado no Bronx dirigindo um  sedan Chrysler verde ao longo da Rua 138, perto da Avenida Morris Bridge. A Polícia perseguiu Crowley em alta velocidade, mas este conseguiu escapar, após um tiroteio. Os detetives mais tarde descobriram que as balas extraídas de um carro da polícia eram parecidas àquelas que mataram Virgínia Brannen e a outros recentes tiroteios não solucionados. No dia seguinte, o carro de Crowley foi encontrado abandonado com inúmeros buracos de bala e manchas de sangue no interior. 
Em 6 de maio, Crowley estava sentado em um carro estacionado com sua namorada de 16 anos, Helen Walsh, em Morris Lane, na cidade de North Merrick, Long Island. Quando foi abordado por dois oficiais da polícia local, Patrulheiros Frederick Hirsch e Peter Yodice. Quando lhe pediram para mostrar a sua identidade, Crowley disparou contra os policiais, matando Hirsch e ferindo Yodice, fugindo logo após.  
Crowley foi finalmente rastreado até uma casa de cômodos na West 19th Street, um dia após sua fuga em Long Island. Crowley estava hospedado em um apartamento no quinto andar junto com Helen Walsh e Duringer. A casa pertencia a uma antiga amante que, ao ver Crowley com uma mulher diferente, notificou a polícia.  A polícia de Nova York montou uma grande força num total de 300 policiais armados com fuzis, metralhadoras e bombas de gás lacrimogêneo fora do prédio, atraindo a atenção de 10 mil espectadores.   Crowley ea polícia trocaram tiros por quase duas horas, com a polícia disparando cerca de 700 tiros para o prédio.  Com Walsh e Durringer recarregando suas pistolas, Crowley também pegou e jogou para trás várias granadas de gás lacrimogêneo atiradas para dentro do apartamento através de um buraco no telhado.  Ele finalmente se rendeu depois de sofrer quatro ferimentos de bala e sangrando muito. Ao prendê-lo, os oficiais encontraram duas pistolas amarradas às suas pernas.  
Em menos de três semanas, Crowley foi julgado e condenado pelo assassinato do policial Frederico Hirsch em 29 de maio.   Seu parceiro, Durringer também foi considerado culpado do assassinato de Virginia Brannen e os dois homens foram condenados à morte em 1 de junho. O tempo que passou no corredor da morte em Sing Sing,  Crowley apresentou vários problemas disciplinares, enchendo o vaso sanitário com seu uniforme da prisão, colocando fogo em sua cama e, freqüentemente, fabricando armas.  Sua atitude se tornou um pouco mais serena com a data de sua execução se aproximando. Na data de sua execução, depois de Durringer ter sido executado na cadeira elétrica, o último pedido de Crowley para Warden Lewis Lawes foi pedir um pedaço de pano e dizer: "Eu quero limpar a cadeira depois que este rato sentou nela. Crowley morreu na cadeira elétrica em 21 de janeiro de 1932. 